# 오스크움브리아어군

오스크-움브리아어군(Osco-Umbrian languages) 또는 사벨어군(Sabellic)은 이탈리아어파의 한 사멸한 언어군이다. 고대 이탈리아반도 중남부에서 사용되었으며 로마의 중흥에 따라 라틴어가 이탈리아반도 전체로 확대되며 사라졌다. 이 중 오스크어와 움브리아어로 된 글은 상당수 현존하고 있다.

## 분류
- 남피케눔어
- 볼스크어
- 오스크어
- 움브리아어

## 같이 보기
- 이탈리아족